# Sanfrecce Hiroshima Regina
El Sanfrecce Hiroshima Regina (サンフレッチェ広島レジーナ?), es un equipo de fútbol femenino de la ciudad de Hiroshima, Japón. Es la rama femenina del Sanfrecce Hiroshima. Fundado en 2020, juega en la máxima categoría del fútbol japonés, la Women Empowerment League.
El club ganó dos Copa de la WE League de forma consecutiva en las temporadas 2023-24 y 2024-25.

## Palmarés
- Copa de la WE League (2): 2023-24, 2024-25